# Galaxite
La galaxite, également appelée 'mangano-spinelle' est un minéral isométrique appartenant aux oxydes du groupe du spinelle de formule chimique idéale MnIIAl2O4.
La galaxite est le pôle riche en manganèse (Mn) de la série aluminium (Al) du groupe du spinelle. Le fer (Fe) divalent et le magnésium (Mg) se substituent facilement au manganèse dans la structure cristalline. Le fer trivalent peut aussi se substituer à l'aluminium. Par conséquent, reflétant la composition de la plupart des échantillons naturels, sa formule serait plutôt (Mn,Fe2+,Mg)(Al,Fe3+)2O4.
La galaxite se trouve généralement en petits agrégats granulaires de couleur rouge brunâtre. Elle a un éclat vitreux et laisse un trait rouge brunâtre. Elle est classée à 7,5 sur l'échelle de Mohs.
Elle a été décrite la première fois en 1932 pour une occurrence à Bald Knob, comté d'Alleghany, Caroline du Nord près de son éponyme, la ville de Galax en Virginie, elle-même nommée d'après la plante galax ou fleur baguette magique qui pousse dans la région,.
On la trouve dans les gisements de minerai de manganèse riches en carbonates métamorphosés manganèse. Minéraux associés :
- alleghanyite, rhodonite, sonolite, spessartine, téphroïte, kutnohorite, manganohumite, jacobsite, kellyite et alabandite dans la zone de Bald Knob.
- katoptrite, magnétite, manganostibite, magnussonite, téphroïte, manganohumite et manganosite dans la zone de la mine Brattfors de Nordmark, Värmland en Suède[4].

Elle est parfois utilisée comme pierre fine.